# Процишин, Сергей Тарасович
Сергей Тарасович Процишин (род. 17 апреля 1959) — советский украинский легкоатлет, специалист по спортивной ходьбе. Выступал на всесоюзном уровне в 1980-х годах, чемпион международного турнира «Дружба-84», победитель Кубка мира в командном зачёте, многократный призёр первенств всесоюзного и республиканского значения, участник ряда крупных международных стартов. Представлял Львов, Вооружённые силы и спортивное общество «Труд».

## Биография
Сергей Процишин родился 17 апреля 1959 года. Занимался лёгкой атлетикой во Львове, выступал за Украинскую ССР, Вооружённые силы и добровольное спортивное общество «Труд».
Впервые заявил о себе на всесоюзном уровне в сезоне 1982 года, когда на зимнем чемпионате СССР по спортивной ходьбе и кроссу в Ессентуках выиграл серебряную медаль в дисциплине 10 км.
В 1983 году в ходьбе на 10 000 метров с личным рекордом 39:42.7 стал бронзовым призёром на зимнем чемпионате СССР в Кисловодске. Попав в состав советской сборной, выступил на Кубке мира по спортивной ходьбе в Бергене — с результатом 1:22:03 закрыл десятку сильнейших в личном зачёте 20 км и вместе с соотечественниками стал победителем мужского командного зачёта (Кубка Лугано).
В 1984 году занял четвёртое место в ходьбе на 5000 метров на международном старте в Милане. В дисциплине 20 км взял бронзу на чемпионате СССР, прошедшем в рамках Мемориала братьев Знаменских в Сочи. Рассматривался в качестве кандидата на участие в летних Олимпийских играх в Лос-Анджелесе, однако Советский Союз вместе с несколькими другими странами восточного блока бойкотировал эти соревнования по политическим причинам. Вместо этого Процишин выступил на альтернативном турнире «Дружба-84» в Москве, где с результатом 1:21:57 превзошёл всех соперников и завоевал золотую награду.
В 1985 году в ходьбе на 20 км выиграл бронзовую медаль на чемпионате СССР в Ленинграде. Будучи студентом, представлял Советский Союз на Всемирной Универсиаде в Кобе, где в той же дисциплине финишировал шестым. Также принимал участие в Кубке мира по спортивной ходьбе в Сент-Джонсе — стал шестым в личном зачёте и тем самым помог соотечественникам получить серебро командного зачёта.
В 1986 году стал бронзовым призёром на чемпионате СССР по спортивной ходьбе на 50 км в Алитусе, тогда как на чемпионате Европы в Штутгарте с личным рекордом 3:45:51 пришёл к финишу четвёртым.
В 1988 году стартовал в ходьбе на 5000 метров на чемпионате Европы в помещении в Будапеште, установил личный рекорд 19:18.30 и закрыл десятку сильнейших. Также в дисциплине 20 км был пятым на Мемориале братьев Знаменских в Ленинграде и четвёртым на чемпионате СССР в Киеве — во втором случае установил свой личный рекорд 1:20:06 (седьмой результат мирового сезона).